# Furka skorupiaków

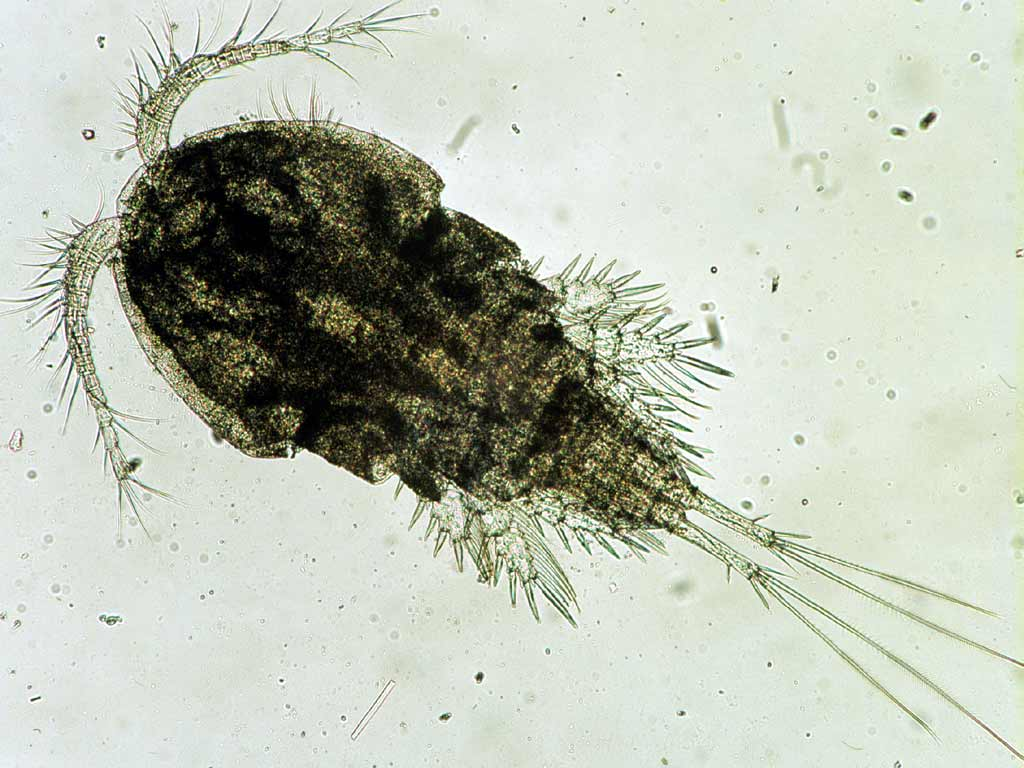
Oczlik – furka widoczna na dystalnym końcu osobnika (z prawej strony zdjęcia) – z rozwidleń wyrasta kilka szczecinek dłuższych niż człony samej furki

Furka (łac. furca) – rozwidlający się fragment telsonu niektórych skorupiaków, z grupy wyróżnianej niegdyś jako Entomostraca. U widłonogów rozdwaja się tworząc widełki (gałęzie), z których wyrastają dość długie szczecinki i kolce. We wcięciu u nasady widełek znajduje się przykryty płytką odbyt. Szerokość furki i długość jej gałęzi oraz cechy takie, jak obecność włosków, ząbków itp. elementów anatomicznych, podobnie jak długość czy proporcje szczecinek furki, są cechami diagnostycznymi przy mikroskopowym oznaczaniu gatunków widłonogów. U przekopnic wyrostki tworzące furkę są bardzo długie, przy tym wieloczłonowe i cienkie. Furka tarczenic jest bardzo mała, a znajduje się we wcięciu płatowatego, niesegmentowanego i małego odwłoka.
U pancerzowców telson nie jest zakończony furką, lecz uropodami, które są odnóżami i u niektórych grup tworzą z nim wachlarz ogonowy.